# Viale
Viale es un municipio distribuido entre los distritos María Grande 1° y Quebracho del departamento Paraná en la provincia de Entre Ríos, República Argentina. El municipio comprende la localidad del mismo nombre y un área rural. Viale tiene acceso por dos rutas, las cuales la rodean, una de ellas es la RN 18 que la comunica con la ciudad de Paraná y la RP 32 uniendo la con las localidades de Hasenkamp, María Grande, Seguí, Crespo y Diamante.

## Ubicación geográfica y población
Se ubica a 57 km de la ciudad de Paraná con acceso sobre las rutas Nacional 18 y Provincial 32. En 2001 la ciudad contaba con poco menos de 19000 habitantes.

## Historia
La localidad no cuenta con una fecha precisa de fundación. Pero se toma como fecha de origen el 7 de julio de 1906 día en que se designó por decreto provincial, que el nombre de la estación de trenes (Estación Viale), lleve el nombre del antiguo propietario de las 
tierras
El municipio de Viale fue creado por ley n.º 3195, promulgada el 2 de diciembre de 1938, y decreto de 31 de enero de 1939. Fue instalada el 27 de enero de 1944. Pasó a primera categoría por ley n.º 4715 promulgada el 7 de mayo de 1968 como Villa Viale y decreto del 26 de julio de 1968.
Para incorporar áreas adyacentes al parque industrial, su ejido fue ampliado por ley n.º 10700 sancionada el 3 de julio de 2019.

## Economía
Viale es una de las ciudades más importante del denominado "Paraná Campaña" (Alrededores de Paraná). La actividad económica principal es la agrícola aunque la ganadera también tiene su importancia. Cada año se realiza aquí la Fiesta Nacional del Asado con Cuero.

## Institucional
Viale Foot Ball Club
El club donde aparte de realizar una gran variedad de actividades deportivas y recreativas, se organiza la Fiesta Nacional del Asado con Cuero. Recientemente la comisión ha hecho un esfuerzo contratando a la empresa WERK Ingeniería de la ciudad de Crespo para realizar la extensión de la red de gas natural para en un futuro poder abastecer de este, tan necesitado, servicio a los diversos sectores como vestuarios, cocinas y hornos.
Club Atlético Arsenal de Viale
Club en donde se practican varias disciplinas como Fútbol, Bochas, Hockey en distintas edades y categorías. También están construyendo a la fecha un salón de usos múltiples "Defensores de Arroyito" que contará con 1.305 metros cuadrados.
En lo que respecta al fútbol en su primera categoría cuenta a la fecha con tres estrellas campeonatos obtenidos en la liga de fútbol de Paraná Campaña en los años 2008, 2010 y 2012.
También cuenta con un predio ubicado a unos metros del acceso a la ciudad sobre ruta 32 en donde ya cuenta con canchas alternativas, predio parquizado y se sigue trabajando en el lugar a la fecha.

## Clima

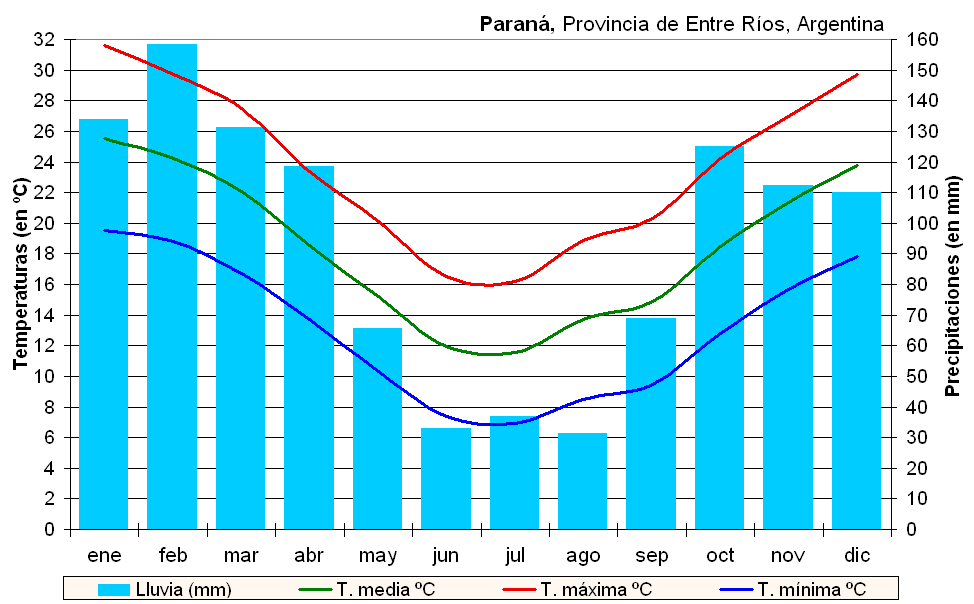
Climograma de Viale.

Las temperaturas son moderadas, promedio de 18 °C. Las lluvias son suficientes: 1000 mm anuales. 
Predomina el viento Pampero y Sudestada, y menos frecuentes son el norte, el este y el oeste

## Flora y fauna
En esta zona se destaca la existencia de espinillos, ñandubay, tala algarrobo, chañar, molle, y sombra de toro. Anteriormente esto era toda una zona de montes que avanzaban hasta el centro de la provincia. Hoy es una región de cultivos, ya que gran parte ha sido talada para tal fin. También existe abundante gramíneas como la paja-brava, cebadilla, gramilla blanca, pasto cadena, pasto horqueta, entre otras. La fauna que aquí se desarrolla es semejante a la de las regiones vecinas: vizcacha, tucu-tucu, comadreja, zorro del monte y nutrias y carpinchos cerca de los cursos de agua.

## Parroquias de la Iglesia católica en Viale
| Arquidiócesis | Paraná    |
| ------------- | --------- |
| Parroquia     | Santa Ana |